# ゲリコ (コルベット)
ゲリコ（スペイン語：ARA Guerrico, P-32）は、アルゼンチン海軍が購入したデスティエンヌ・ドルヴ級通報艦の1隻で、ドゥルモン級コルベット2番艦である。艦名は三国同盟戦争で活躍したマルティン・ゲリコ（Martín Guerrico）に由来する。
歴史上でも珍しい、歩兵の装備により撃破された事のある艦艇でもある。

## 艦歴
本艦は元々はフランスで南アフリカ海軍向けに建造されたものである。DCNロリアン工廠で建造され1976年10月1日に起工、1977年9月13日に進水したが、国際連合によるアパルトヘイトに対する制裁措置として輸出が差し止められた。アルゼンチンはチリと緊張が高まっている中で、行き先を失っていた本艦と「グッド・ホープ」に目をつけて購入した。
当初、「トランスヴァール（SAS Transvaal）」と命名されていたこの艦は、1978年11月9日にアルゼンチン海軍に編入され「ゲリコ」と命名された。
アルゼンチン海軍に編入の後、プエルト・ベルグラーノ海軍基地の水上艦隊司令部第1コルベット戦隊に配属されて「P-2」の艦番号が割り当てられ、1978年11月24日に運用が開始された。その後エスポラ級コルベットの導入に伴い、1985年に艦番号が「P-32」に変更された。
第1コルベット戦隊に編入以来は様々な演習に参加し、代表的なものではウニタス演習（UNITAS）、グリンゴ＝ガウチョ演習（Gringo-Gaucho）、アトラソル演習（Atlasur）、パセックス演習（Passex）、ゴス演習（Gosth）、フラテルノ演習（Fraterno）がある。

### ビーグル紛争
1978年、ピクトン島・レノックス島・ヌエバ島の領有権をめぐるアルゼンチンとチリの係争（ビーグル紛争、es:Conflicto del Beagle）は、1978年にエリザベス2世の仲裁がなされるも、アルゼンチンはこれを不服とし両国の関係は緊張状態にあった。そしてアルゼンチンは主権確保を目指して1978年12月22日に軍事行動を実行すべく準備に移った。
編入間も無い本艦は、「V-2 ベインティシンコ・デ・マヨ」の護衛のために「P-1 ドゥルモン」および42型駆逐艦と共に紛争海域への派遣準備に取り掛かる。
1978年12月21日夜、軍事行動の開始は不可避と見られていたが、教皇ヨハネ・パウロ2世の仲裁により紛争地帯に大部隊を展開させないことに両国は合意し、事態は収束に向かう。

### フォークランド紛争
準備
1982年3月26日、「ゲリコ」はプエルト・ベルグラーノ海軍基地の乾ドックに入り整備中で弾薬・燃料は搭載していない状態であった。同日午後になると司令部から稼動状態にすべしとの命令を受け直ちに復旧作業を開始した。整備作業は中断され最短時間で出撃準備を済ませ、40名の海兵隊員を乗せた砕氷艦「B-1 バイア・パライソ（Bahía Paraíso）」の支援をすべくサウスジョージア島を目指す事となる。
同月29日夜間、本艦は探知されることを防ぐべくプエルト・ベルグラーノ海軍基地を隠密裏に出港する。
4月1日、「バイア・パライソ」に搭乗していた上陸部隊はA部隊とB部隊に分かれて第60.1任務部隊を構成し、グリトビケンの占領と民間人を統制する任務を負っていた。4月2日、本艦は激しい嵐に会い目標点への到着は遅れた。一方、「バイア・パライソ」はカンバーランド湾の偵察を開始していた。部隊は薄暮が過ぎるまで湾外にいた。
戦闘
1982年4月3日、「バイア・パライソ」は黎明と同時に部隊の行動を開始し合わせて燃料の運搬を開始する。部隊と「バイア・パライソ」はカンバーランド湾およびグアルディア・ナショナル湾への進入を完了した。一方、レーダーの反応により前月3月25日に寄港し30日に出港していた英国海軍砕氷艦「エンデュランス（HMS Endurance）」が近海にまだ展開している可能性が疑われた。
イギリス軍は有利な地点を占位していた為、バゴ大尉率いる部隊は入り江に進入した。数分後、「バイア・パライソ」から発艦したAS 332 プーマにより海兵隊部隊を展開させ戦端が切り開かれた。このまま入り江への浸透を続行しキング・エドワード岬に進入した。イギリス軍の反撃によりプーマは撃墜され、上陸した海兵隊を支援するため、本艦は11：55に右舷の20mm機関砲で病院付近を射撃した。イギリス軍が潜んでいると目される渓谷へ向けて40mm機関砲での射撃命令を受け、数回射撃するも効果は薄かった。さらに100mm砲で渓谷を攻撃するように命令を受けていたが、目標に近すぎたためイギリス軍の自動小銃と迫撃砲の火制下から出る必要があった。11：59に、対岸550mの位置から発射されたカールグスタフ無反動砲の対戦車榴弾が命中。電装ケーブルが切断され、エグゾセランチャーと40mm機関砲、100mm砲のマウントが破損、乗員6名が負傷（内1名が死亡）した。ゲリコの艦長はこのままでは自衛戦闘が不可能になると予測し、舵を切り艦を港に向け最大戦速で入り江から離脱するも反対側も攻撃を受けた。この際に40mm機関砲の操作員が機関砲を射撃し、イギリス軍は降伏の信号を発した。ゲリコは火制圏から離脱した後に100mm砲の修繕を開始、その後海上に向けて試射したが性能は低下していた。
4月5日、輸送艦「B-8 イスラ・デ・ロス・エスタードス」、「A-3 フランシスコ・ド・グールチャガ（Francisco de Gurruchaga）」と共に燃料の補給を受ける。ゲリコは4月10日午前にプエルト・ベルグラーノ海軍基地に帰港する。帰港後ただちに昼夜敢行で修理を済ませて、4月16日に修理が完了し、コルベットで構成される第79.1任務群に編入され「P-1 ドゥルモン」、「P-3　グランビーレ」と共に近海で哨戒活動に従事する。4月23日、プエルト・ベルグラーノ海軍基地にて給油とコンポーネントの修理を行い25日に復帰した。
その後の活動としては、紛争終結までの間、継続的な哨戒活動を港湾の入り口付近を中心に行った。

### タロス2作戦
1993年、国際連合安全保障理事会決議841、873、875/93に基き、ハイチにおける民主主義回復を目的としたタロス2作戦（TALOS II）参加する事となり、1994年1月24日に特別訓練を開始、3月18日にプエルト・ベルグラーノを出港した。4月4日にプエルトリコに到着しルーズベルト・ローズ海軍基地を拠点とした。作戦中には合計8回の哨戒活動を実施した。
活動内容は以下の通りである。
- 航海距離は42320海里
- 全行程は217日
- 航海日数は165日
- 実働作戦日数は114日
- 港での停泊51日
- 船舶検査は71回

作戦は無事終了し、1994年10月1日にルーズベルト・ローズ海軍基地を出港した。同月21日にプエルト・ベルグラーノ海軍基地に帰港する。

### 所属部隊の変更
2000年に所属部隊が大西洋海軍管区の海洋哨戒戦隊に変更され、マル・デル・プラタ海軍基地に配置換えとなった。これにより従来の水陸両用戦部隊や潜水艦部隊および海軍航空隊に対する訓練支援以外に、排他的経済水域における広域警備が大きな任務として求められ、違法漁業の摘発などに従事している。
2009年時点においては海洋哨戒戦隊に属しマル・デル・プラタ海軍基地に母港を置く。